# OMAB-25-12D
OMAB-25-12D (ros. ОМАБ-25-12Д) – radziecka, morska bomba orientacyjno-sygnalizacyjna. Bomba ma cienkościenny korpus wypełniony ciekłym barwnikiem. Po upadku na wodę barwnik rozlewa się tworząc plamę o średnicy 30–40 m i trwałości około godziny. Bomba OMAB-25-12D stosowana jest w dzień.